# Winfried Kretschmann

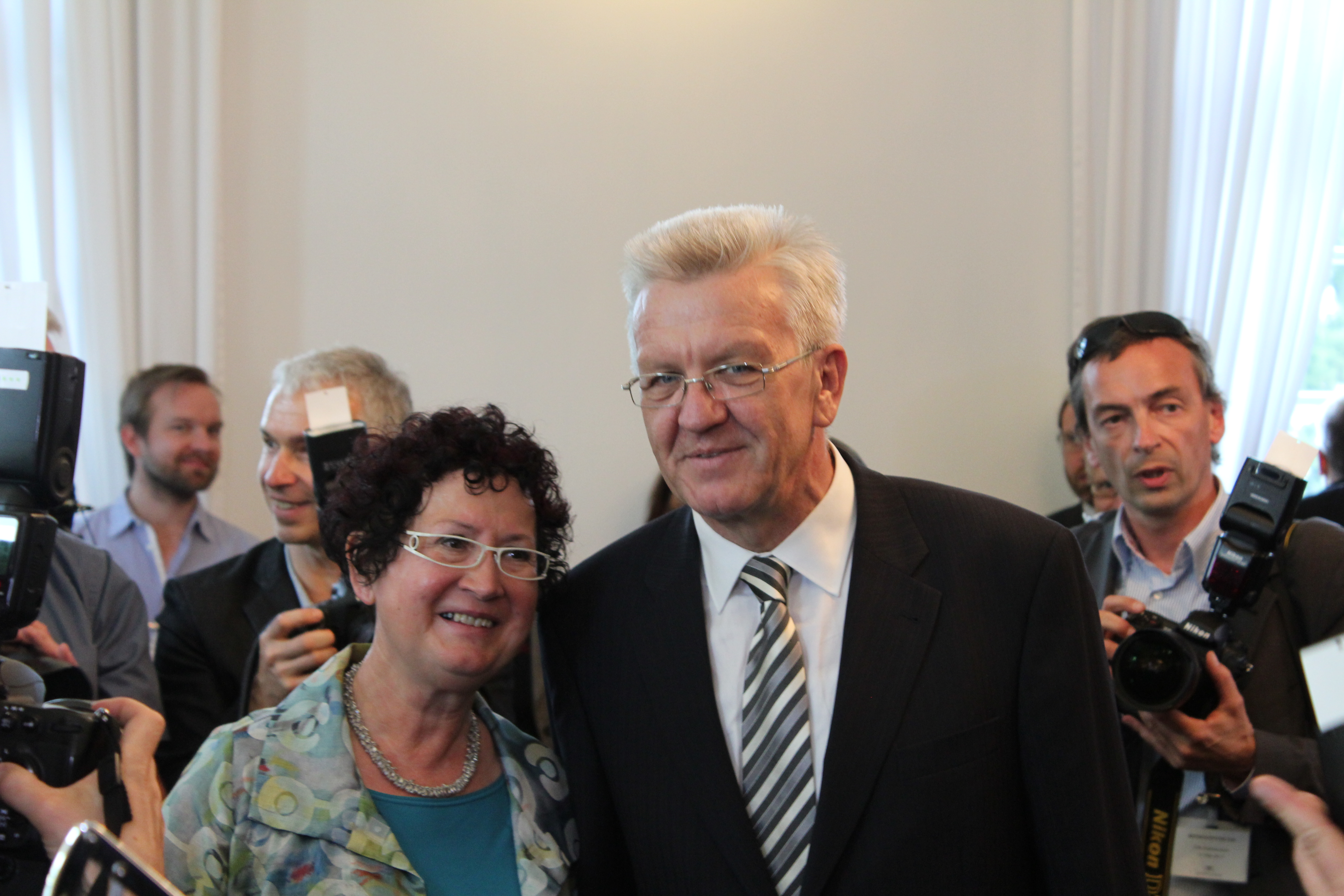
Winfried Kretschmann s manželkou Gerlinde

Winfried Kretschmann (* 17. května 1948, Spaichingen) je německý gymnaziální učitel a politik, zastávající od května roku 2011 za stranu Svaz 90/Zelení úřad ministerského předsedy německé spolkové země Bádensko-Württembersko.

## Životopis
Narodil se po druhé světové válce jako syn katolicky smýšlejícího učitele v Bádensku-Württembursku a matky, kteří po válce opustili většinově katolický region Varmie v Prusku. Po složení maturitní zkoušky v roce 1968 vystudoval v 70. letech na univerzitě v Hohenheimu učitelství biologie, chemie a také etiky pro gymnázia.

### Premiér Bádenska-Württemberska (2011–)
V zemských volbách v roce 2011 byl zvolen historicky vůbec prvním ministerským předsedou za stranu Zelení. V roce 2016 opětovně obhájil již v prvním volebním kole svůj dříve nabytý mandát.

### Osobní život
Od roku 1975 je ženatý s Gerlinde Kretschmannovou, s níž má tři děti. Pár spolu žije v Sigmaringenu.